# GcMAF
GcMAF (Gc protein-derived Macrophage Activating Factor или Глобулин компонент активирующий макрофаги фактор) — это белок, получаемый модификацией белка, связывающего витамин D.
Биохимически, GcMAF формируется путем последовательного дегликозилирования белка, связывающего витамин Д (белок Gc), которое естественным путем активируется лимфоцитами (B и T клетки). Образующийся белок может служить макрофаг активирующим фактором (MAF). MAFы — медиаторы клеточного иммунитета, которые контролируют экспрессию антигенов на поверхности макрофагов, и одна из их функций — переводить макрофаги в цитотоксичное состояние по отношению к опухолям.

## Ложные заявления об эффективности при лечении онкологических заболеваний
Начиная ориентировочно с 2008 года, GcMAF позиционировался в качестве лекарства от онкологических заболеваний, ВИЧ, аутизма и других болезней.
Три из четырех оригинальных исследований, выполненных Ямамото (опубликованные в период с 2007 по 2009 гг.), были аннулированы научными журналами, в которых они были опубликованы, в 2014 году, официально из-за нарушений в способе предоставления этического разрешения. Причинами признания содержания статей ложными включали методологические ошибки в исследованиях. В результате, правдоподобность результатов исследований, выполненных Нобуто Ямамото (Nobuto Yamamoto) и его коллегами, которые первоначально пророчили излечение от рака и ВИЧ, были поставлены под сомнение.
Орган государственного регулирования и контроля медицины и здравоохранения Великобритании и Научное общество изучения онкологических заболеваний Великобритании предупредили общественность о ложном улучшении клинических показателей, ошибочно основанном на уменьшенных уровнях фермента альфа-N-ацетилгалактозаминидазы (также известный как нагалаза), вырабатывающегося при многих онкологических заболеваниях
.
В 2014 году бельгийский антираковый фонд сообщил о серьезных опасениях относительно опубликованных исследований по GcMAF Ямамото и его коллегами.
В 2015 году Агентство по регулированию продуктов в области медицины и здравоохранения Великобритании (Medicines and Healthcare products Regulatory Agency, MHRA) закрыло линию по производству GcMAF для лечения рака.
В 2014 году израильская компания Efranat начала клинические испытания GcMAF у людей с различными видами рака в больнице в Израиле . По состоянию на декабрь 2017 года компания Efranat получила от FDA статус орфанного препарата для средства с GcMAF для использования в рецидивирующем респираторном папилломатозе , а также заявила, что проведена фаза I испытания препарата в Израиле.